# Hari Poter i relikvije Smrti 2
Hari Poter i relikvije Smrti: Drugi deo (engl. Harry Potter And The Deathly Hallows Part 2) je fantastični film iz 2011. godine, režisera Dejvida Jejtsa, snimljen prema istoimenom romanu Džoan Ketlin Rouling. Ovo je osmi po redu i poslednji film iz serijala filmova o dečaku čarobnjaku, a scenario za film su napisali Stiv Klouvs, dok su producenti bili Dejvid Hejman, Dejvid Baron i Roulingova. Priča se direktno nastavlja na prethodni film i prati zadatak Harija Potera da pronađe i uništi Voldemorove Horkrukse, kako bi ga pobedio jednom zauvek.
U glavnoj ulozi je Danijel Radklif kao Hari Poter, dok Rupert Grint i Ema Votson repriziraju svoje uloge kao Ron Vizli i Hermiona Grejndžer. Snimanje je počelo 19. februara 2009, a završeno je 12. juna 2010. godine, dok su dodatne scene snimljene u decembru iste godine. Film je realizovan u 2D, 3D i IMAKS bioskopima širom sveta 13. jula 2011. godine i jedini je Hari Poter film koji je realizovan u 3D formatu.
Film je ostvario i kritički i komercijalni uspeh, često se navodi kao jedan od najboljih filmova iz 2011. godine, a naročito su hvaljeni gluma, režija, muzika, vizuelni efekti, kinematografija, akcione scene i zadovoljavajući završetak serijala. Film je prilikom izlaska oborio rekord za najuspešniji premijerni vikend, zaradivši preko 483 miliona dolara, a oborio je slične rekorde i u drugim državama. Širom sveta je zaradio preko 1,3 milijardi dolara, što ga je u to vreme učinilo trećim najuspešnijim filmom ikada, a ostao je najuspešniji film iz 2011. godine i najuspešniji film iz serijala. Takođe je postao i deveti film koji je uspeo da zaradi preko milijardu dolara širom sveta. Najuspešniji je film studija Vorner Bros i kompanije Vorner midija.
Blu-rej i DVD izdanja filma su izašla u prodaju 11. novembra 2011. godine u Sjedinjenim Državama i 2. decembra iste godine u Ujedinjenom Kraljevstvu. Film je takođe realizovan na DVD i Blu-rej izdanju Hari Poter: Kompletna kolekcija 8 filmova, koji sadrži svih osam filmova i nove specijalne sadržaje. Film je osvojio nekoliko nagrada i bio je nominovan za još mnogo njih, uključujući i tri nominacije za Oskara, za najbolju scenografiju, najbolju šminku i najbolje vizuelne efekte.

## Radnja
Nakon što je sahranio Dobija, Hari Poter traži od goblina Griphuka da mu pomogne, da zajedno sa Ronom Vizlijem i Hermionom Grejndžer provali u trezor Belatriks Lestrejndž u banci Gringots, sumnjajući da se možda tamo nalazi Horkruks. Griphuk se slaže, u zamenu za Grifindorov mač. Proizvođač štapića, Olivander, govori Hariju da su dva štapića uzeta iz palate Melfojevih, pripadala Belatriks i Draku Melfoju, mada je Melfojev promenio svoju vernost Hariju.
U trezoru, Hari otkriva da je Horkruks, koga tu nalaze, pehar Helge Haflpaf. Dohvata ga, ali Griphuk uzima mač i napušta njih troje, ostavljajući ih okružene obezbeđenjem. Njih troje oslobađaju zmaja koji je čuvao banku i beže na njegovim leđima. Hari ima viziju lorda Voldemora kako ubija gobline, uključujući Griphuka i saznaje da je Voldemor svestan krađe. Hari takođe shvata da se u Hogvortsu nalazi još jedan Horkruks, nekako povezan sa Rovenom Rejvenklo. Trio se prebacuje u Hogsmid, gde Aberfort Dambldor, Albusov brat, nerado daje instrukcije portretu svoje preminule mlađe sestre Arijane da dovede Nevila Longbotoma, koji ih vodi kroz tajni prolaz do Hogvortsa.
Severus Snejp saznaje za Harijev povratak i upozorava osoblje i studente na kazne, ukoliko se sazna da pomažu Hariju. Hari se suprotstavlja Snejpu, koji beži nakon što ga Minerva Mekgonagal izazove na dvoboj. Voldemor tada stiže sa Smrtožderima, zahtevajući da mu se preda Hari; Mekgonagalova okuplja profesore i učenike Hogvortsa i spremaju se za bitku. Na insistiranje Lune Lavgud, Hari razgovara sa duhom Helene Rejvenklo, koja otkriva da je Voldemor izveo „mračnu magiju” na dijademu njene majke, koja se nalazi u Sobi po potrebi. U Dvorani tajni, Hermiona uništava Horkruks pehar, uz pomoć Baziliskovog otrovnog zuba. U Sobi po potrebi, Drako, Blejs Zabini i Gregori Gojl napadaju Harija, ali Ron i Hermiona mu pomažu. Gojl baca zapaljivu kletvu, koju nije mogao da kontroliše, pa je izgoreo do smrti, dok Hari i njegovi prijatelji spašavaju Melfoja i Zabinija. Hari probada dijademu zubom Baziliska, a Ron je baca u Sobu po potrebi, gde biva uništena. Dok Voldemorova vojska napada, Hari, videvši unutar Voldemorovog uma, shvata da je Voldemorova zmija Nagini, poslednji Horkruks. Trio svedoči kako Voldemor govori Snejpu da Starozovni štapić ne može služiti Voldemortu, dok Snejp ne umre; tada naređuje Nagini da ubije Snejpa. Pre nego što umre, Snejp kaže Hariju da odnese njegova sećanja u Sito za misli. U međuvremenu, Fred Vizli, Remus Lupin i Nimfadora Tonks su ubijeni u haosu koji se dešava na Hogvortsu.
Hari iz Snejpovih sećanja saznaje da je Snejp prezirao Harijevog pokojnog oca Džejmsa, koji ga je maltretirao i da je voleo Harijevu pokojnu majku Lili. Nakon njene smrti, Snejp je sarađivao sa Albusom Dambldorom kako bi zaštitio Harija od Voldemora, zbog njegove ljubavi prema Lili. Hari takođe saznaje da je Dambldor umirao i da je zatražio od Snejpa da ga ubije, kao i da je Patronus srnu, koju je video u šumi i koja ga je dovela do mača, prizvao Snejp. Hari otkriva da je i sam slučajno postao Horkruks, kada Voldemor prvobitno nije uspeo da ga ubije; on mora da umre da bi uništio deo Voldemorove duše u sebi. Hari se predaje Voldemortu u Zabranjenoj šumi. Voldemor baca smrtonosnu kletvu na Harija, koji se nakon toga nalazi u limbu. Tamo sreće Dambldorovog duha, koji mu objašnjava da je deo Voldemora u Hariju ubijen zbog Voldemorove kletve. Hari se vraća svom telu, rešen da pobedi Voldemora. Kada je Narcisa Melfoj prišla da proveri je li Hari stvarno mrtav, iako shvata da je živ, proglašava ga mrtvim u nadi da će joj to pomoći da pronađe svog sina Draka.
Voldemor objavljuje Harijevu prividnu smrt svima u Hogvortsu i zahteva njihovu predaju. Dok Nevil daje prkosan odgovor i izvlači mač iz Šešira za razvrstavanje, Hari otkriva da je još živ; Melfojevi i mnogi Smrtožderi napuštaju Voldemora. Dok se Hari suočava sa Voldemorom u duelu unutar dvorca, Moli Vizli ubija Belatriks u Velikoj dvorani, a Nevil obezglavljuje Nagini, čineći Voldemora smrtnim. Borba Harija i Voldemora završava se tako što ga se Voldemorova smrtonosna kletva odbija i ubija ga. Nakon bitke, Hari objašnjava Ronu i Hermioni da se Starozovni štapić okrenuo protiv Voldemora, jer je prepoznao Harija kao svog pravog gospodara, nakon što je on razoružao Draka, koji je ranije razoružao njegovog prethodnog vlasnika, Dambldora. Hari, ne želeći da ga prisvoji, uništava Starozovni štapić.
Devetnaest godina kasnije, Hari i Džini, Ron i Hermiona, kao i Drako i Astorija, ponosno gledaju kako njihova deca Džejms, Albus, Rouz i Skorpijus odlaze na Hogvorts na stanici Kings Kros.

## Uloge
| Glumac              | Uloga              |
| ------------------- | ------------------ |
| Danijel Redklif     | Hari Poter         |
| Rupert Grint        | Ron Vizli          |
| Ema Votson          | Hermiona Grejndžer |
| Rejf Fajns          | Lord Voldemor      |
| Helena Bonam Karter | Bela Lestrejndž    |
| Metju Luis          | Nevil Longbotom    |
| Tom Felton          | Drako Melfoj       |
| Džejson Ajzaks      | Lucijus Melfoj     |
| Alan Rikman         | Severus Snejp      |
| Robi Koltrejn       | Rubeus Hagrid      |
| Megi Smit           | Minerva Mekgonagal |
| Boni Rajt           | Džini Vizli        |
| Džuli Volters       | Moli Vizli         |
| Mark Vilijams       | Artur Vizli        |
| Džejms Felps        | Fred Vizli         |
| Oliver Felps        | Džordž Vizli       |
| Donal Glison        | Bil Vizli          |
| Klemans Poezi       | Fler Delaker       |
| Majkl Gambon        | Albus Dambldor     |
| Dejvid Tjulis       | Remus Lupin        |
| Natalija Tena       | Dora Tonks         |
| Vorvik Dejvis       | Filijus Flitvik    |
| Dejvid Bredli       | Argus Filč         |
| Džon Hert           | Gerik Olivander    |

## Spoljašnje veze
- Zvanični sajt
- Hari Poter i relikvije Smrti: Drugi deo на веб-сајту  (језик: енглески)